# Violeta Chamorrová
Violeta Chamorrová (Violeta Barrios Torres de Chamorro, 18. října 1929 Rivas – 14. června 2025) byla nikaragujská politička, v letech 1990–1997 prezidentka Nikaraguy.

## Politická kariéra
V roce 1990 byla zvolena v demokratických volbách jako vedoucí představitelka opozice proti režimu Daniela Ortegy. Úřadu se ujala 25. dubna 1990. Její zvolení bylo podporováno koalicí čtrnácti proti-sandinovských stran, vystupujících pod názvem „Unie národní opozice“ (španělsky „Unión Nacional Opositora“; „UNO“). Tato unie zahrnovala politické strany celého politického spektra. 10. ledna 1997 ji ve funkci vystřídal Arnoldo Alemán, který zvítězil v prezidentských volbách v roce 1996.
Violeta Chamorro je v historii Nikaraguy dosud jedinou ženou vykonávající prezidentský úřad.